# 1060年
| 千纪： | 2千纪 |
| 世纪： | 10世纪 \| 11世纪 \| 12世纪                                                                                 |
| 年代： | 1030年代 \| 1040年代 \| 1050年代 \| 1060年代 \| 1070年代 \| 1080年代 \| 1090年代                           |
| 年份： | 1055年 \| 1056年 \| 1057年 \| 1058年 \| 1059年 \| 1060年 \| 1061年 \| 1062年 \| 1063年 \| 1064年 \| 1065年 |
| 纪年： | 庚子年（鼠年）；契丹清宁六年；北宋嘉祐五年；西夏奲都四年；大理政安八年；越南彰聖嘉慶二年；日本康平三年     |

## 出生
- 宗澤，中國宋朝著名將領。

## 逝世
- 8月4日︰亨利一世，法國卡佩王朝國王。（1008年出生，52岁）
- 四月癸未︰梅堯臣，世稱宛陵先生。北宋著名現實主義詩人。